# Reinette clermontoise (Faux Canada)
La Reinette clermontoise (Faux Canada) est le nom d'un cultivar de pommier domestique.

## Historique
Cette pomme tire son nom de la ville de Clermont, dans le département de l'Oise où elle a été créée par Jules Labitte, créateur en 1902, d’une « ferme fruitière ». La reinette clermontoise a été créée avant 1906, elle ressemble à la Canada Gris d'où son autre nom de « Faux Canada ».

## Caractéristiques
- variété discoïdale,
- épiderme : de gris rugueux à vert jaunâtre recouvert de plaques fauves, lui l’apparence de la reinette du Canada
- chair à saveur relevée,
- fruit : gros, plus large que haut,
- œil : moyen, inséré dans une cuvette peu accentuée,
- pédoncule : moyen implantée dans une cuvette peu profonde et régulière
- chair : fine, blanche croquante, à saveur relevée et parfumée,
- maturité : Octobre à mars,
- conservation : bonne conservation jusqu’en mai,
- arbre : de vigueur moyenne avec des rameaux plaqué de gris[3],
- floraison moyenne : moyenne.

## Culture
La Reinette clermontoise est spécialement cultivée en verger, en plein vent mais, elle peut également être cultivée en cordons.
C'est une pomme à couteau qui se cueille dans la première quinzaine d'octobre. Cette variété est bonne pollinisatrice.
D'une grande rusticité et de bonne conservation, le fruit est de calibre moyen (65-70 mm), de forme oblongue et irrégulière. 
Elle est sensible à la tavelure et à l'oïdium.